# Granit Xhaka
Granit Xhaka [ˈʤaka] (* 27. September 1992 in Basel) ist ein Schweizer Fussballspieler. Er wird als zentraler, defensiver oder offensiver Mittelfeldspieler eingesetzt und spielt seit 2025 beim AFC Sunderland.
Das erste Spiel in der A-Nationalmannschaft bestritt er 2011. In den Jahren 2017, 2022 und 2023 wurde Xhaka bei der Wahl der Schweizer Fussballer des Jahres als bester Spieler respektive bester Nationalspieler geehrt. Aufgrund seiner Leistungen an der EM 2024 sahen ihn führende Schweizer Medien als den bis dahin besten Schweizer Fussballspieler der Geschichte.

## Geburt und Kindheit
Granit Xhakas Eltern sind Kosovo-Albaner, sie kamen 1990 aus Zufall in die Schweiz. Nach eigenen Angaben sass sein Vater im kommunistischen Jugoslawien wegen Demonstrationen gegen die Regierung drei Jahre im Gefängnis. Auf der Flucht aus Kosovo nach Schweden machten die Eltern Zwischenstation bei kosovarischen Bekannten in Basel und blieben dort hängen.
Aufgewachsen ist Xhaka im Basler Stadtteil St. Johann mit seinem älteren Bruder Taulant, der ebenfalls Profifussballer war, jedoch für die albanische Nationalmannschaft spielte. Bei der EM 2016 trafen die Brüder in der Gruppenphase am 11. Juni aufeinander, die Schweiz gewann mit 1:0.

## Karriere

### Vereine

#### Anfänge bei Concordia und beim FC Basel
Granit Xhaka wurde mit vier Jahren von seinem Vater und seinem Bruder zum Training des FC Concordia Basel mitgenommen. Er wechselte im Januar 2003 in die Jugendabteilung des FC Basel.
Drei Jahre später spielte er für deren U-21-Mannschaft. In den Jahren 2008 bis 2010 bestritt er 37 Spiele und erzielte elf Tore.
Ab der Saison 2010/11 stand Xhaka im Kader der ersten Mannschaft. Sein Debüt in einem offiziellen Spiel gab er am 28. Juli 2010 beim Qualifikationsspiel für die Champions-League-Saison 2010/11 gegen den VSC Debrecen. Dieses Auswärtsspiel im Budapester Szusza Ferenc Stadion gewann der FC Basel mit 2:0, wobei Granit Xhaka das zweite Tor erzielte. Sein erstes Tor in der Schweizer Fussballmeisterschaft erzielte er zum zwischenzeitlichen 3:1 beim 5:1-Heimsieg gegen den FC Thun am 15. Mai 2011.
In den Saisons 2010/11 und 2011/12 wurde Xhaka mit dem FC Basel Schweizer Meister und 2011/12 zusätzlich Cupsieger.

#### Borussia Mönchengladbach

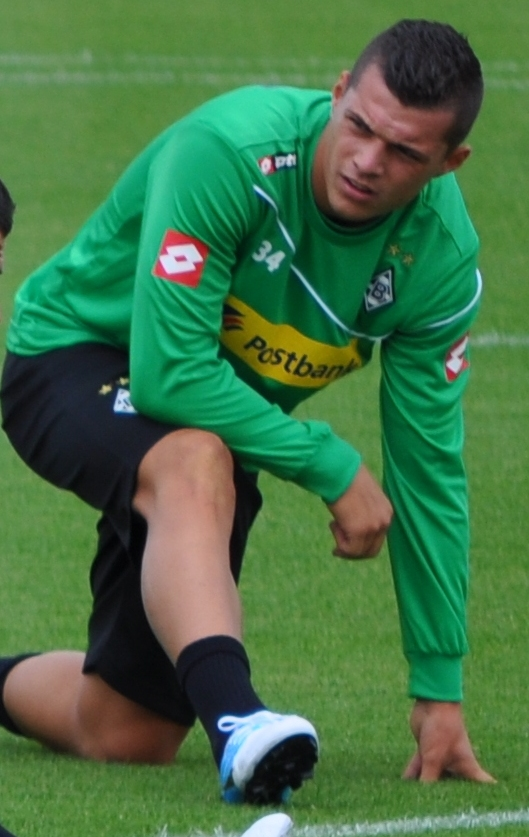
Xhaka im Gladbacher Training (2012)

Zur Saison 2012/13 verpflichtete Borussia Mönchengladbach Xhaka. Er unterschrieb einen bis zum 30. Juni 2017 laufenden Fünfjahresvertrag. Xhaka debütierte am 18. August 2012 für die Gladbacher, als er beim 2:0-Sieg im Erstrundenspiel des DFB-Pokals gegen Alemannia Aachen in der Anfangself stand und durchspielte. Sein Bundesligadebüt gab er am 25. August 2012, als er beim 2:1-Sieg am ersten Spieltag gegen die TSG 1899 Hoffenheim eingesetzt wurde; sein erstes Bundesligator gelang ihm am 15. September 2012, als er bei der 2:3-Niederlage am 3. Spieltag gegen den 1. FC Nürnberg den Ausgleichstreffer für die Gladbacher erzielte. Xhaka war zu Saisonbeginn Stammspieler, ehe eine Krise folgte. Nach einer 0:4-Niederlage im Oktober 2012 gegen den SV Werder verlor Granit Xhaka aufgrund einer defensiveren Spielweise seinen Stammplatz. So wurde er ab dem neunten Spieltag zumeist eingewechselt. Nach starken Leistungen in der Saison 2014/15 wurde sein Vertrag vorzeitig bis zum 30. Juni 2019 verlängert. Mit dem Trainerwechsel im September 2015 wurde er Mannschaftscaptain und konnte in der Saison seine starken Leistungen bestätigen. Im Sommer 2016 wechselte Xhaka für eine kolportierte Ablösesumme von 45 Millionen Euro zum FC Arsenal und wurde so zum Rekordtransfer von Borussia. Insgesamt absolvierte er in seiner Zeit in Mönchengladbach 140 Pflichtspiele für den Verein und erzielte neun Tore.

#### FC Arsenal
Am 25. Mai 2016 einigten sich Xhaka und der FC Arsenal über einen Wechsel zur Saison 2016/17. Xhaka unterschrieb einen bis zum 30. Juni 2021 laufenden Vertrag. Sein Premier-League-Debüt gab er am 14. August bei der 3:4-Heimniederlage gegen den FC Liverpool. Cheftrainer Unai Emery ernannte den Schweizer im September 2019 zum neuen Mannschaftscaptain als Nachfolger von Laurent Koscielny. Bereits Anfang November 2019 wurde Xhaka aber nach einem Zerwürfnis mit Fans wieder als Captain abgesetzt; auf ihn folgte sein Teamkamerad Pierre-Emerick Aubameyang. Aufgrund der schlechten Stimmung im Club dachte Xhaka an einen Wechsel zu Hertha BSC. Der neue Cheftrainer Mikel Arteta, der sein Amt im Dezember 2019 antrat, überzeugte den Schweizer aber vom Verbleib. Unter ihm entwickelte sich Xhaka in einer offensiveren Rolle zu einer Stütze des aufstrebenden jungen Teams, mit einem bis 2024 verlängerten Vertrag. Er stand seit Februar 2022 bei allen Premier-League-Spielen in der Startformation und spielte fast immer durch, musste also auch keine Spielsperren mehr hinnehmen. Bei seinem letzten Spiel riefen die Sprechchöre, er solle bleiben, wo doch dieselben Fans ihn 2019 ausgepfiffen hatten.

#### Bayer 04 Leverkusen
Anfang Juli 2023 einigten sich Xhaka und Bayer 04 Leverkusen über einen Wechsel zur Saison 2023/24. Xhaka unterschrieb einen bis zum 30. Juni 2028 laufenden Vertrag. In der erfolgreichen Mannschaft von Xabi Alonso, die 2023/24 ungeschlagen die Deutsche Meisterschaft und den Deutschen Pokal gewann, galt Xhaka – der nur eines von insgesamt 40 Spielen wegen einer Gelbsperre verpasste – als Leader mit ligaweiten Bestwerten bei Laufleistung, Ballkontakten und Passquote. In einem weltweiten Ranking der wirkungsvollsten Spieler, vom International Centre for Sports Studies im Mai 2024 veröffentlicht, stand er auf dem zweiten Platz, hinter Rodri und vor Martin Ødegaard, seinem Teamkollegen Florian Wirtz und Toni Kroos. Stefan Osterhaus stellte in der Neuen Zürcher Zeitung fest, er habe das Spiel von Bayer Leverkusen «fundamental verändert».

#### AFC Sunderland
Im Juli 2025 wechselte er zum Premier-League-Aufsteiger AFC Sunderland und unterschrieb dort einen Vertrag bis 2028.

### Nationalmannschaften

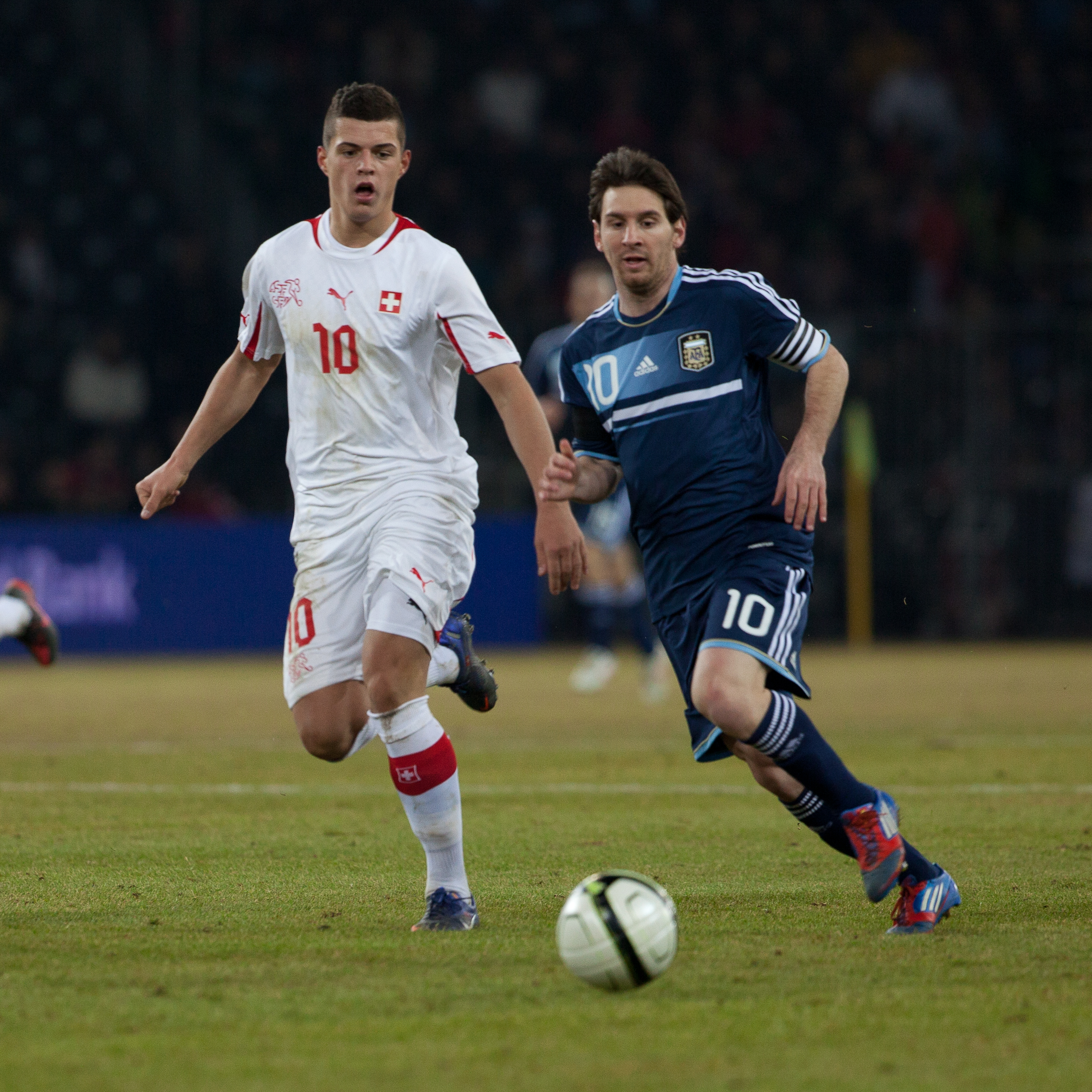
Granit Xhaka im Zweikampf mit Lionel Messi (2012)

Für die Schweizer U-17-Nationalmannschaft bestritt er 12 Spiele und erzielte zwei Tore. Sein Debüt gab er am 24. September 2008 beim 2:1-Heimsieg im WM-Qualifikationsspiel gegen Island. Mit der Mannschaft wurde er bei der U-17-Weltmeisterschaft 2009 in Nigeria Weltmeister.
Am 4. Juni 2011 gab er unter Ottmar Hitzfeld im EM-Qualifikationsspiel gegen England im Wembley-Stadion sein Debüt für die A-Nationalmannschaft der Schweiz. Die NZZ schrieb danach, die Leistung des Debütanten Xhaka habe «dem Windhauch aus einer Zukunft geglichen, die vielleicht wieder einmal die Qualifikation für eine Endrunde bereithalten könnte». Und die Berner Zeitung stellte fest, der enorm selbstbewusste 18-Jährige sei «das Gesicht für eine vielleicht leuchtende Schweizer Zukunft».
Im Testspiel am 15. November 2011 beim 1:0-Auswärtssieg gegen Luxemburg im Josy-Barthel-Stadion erzielte er sein erstes Länderspieltor.
Xhaka bestritt bei der WM 2014 in Brasilien bis zum Ausscheiden im Achtelfinal gegen Argentinien alle Spiele und erzielte bei der Niederlage in der Vorrunde gegen Frankreich seinen einzigen Treffer zum Endstand von 2:5.
Bei der EM 2016 in Frankreich startete er in der Stammelf ins Turnier. Dort traf er auf seinen für Albanien spielenden Bruder Taulant, womit sich erstmals zwei Brüder in einem EM-Spiel gegenüberstanden. Er bestritt alle vier Partien über die volle Spieldauer. Im Achtelfinal gegen Polen verschoss er im Elfmeterschiessen als einziger Spieler seinen Elfmeter; die Schweiz schied aus.
Xhaka nahm mit der Nationalmannschaft an der Weltmeisterschaft 2018 teil. Im zweiten Gruppenspiel gegen Serbien erzielte er den Treffer zum 1:1; das Spiel gewannen die Schweizer mit 2:1. An der Europameisterschaft 2021 spielte er in der Gruppenphase und im Achtelfinal gegen Frankreich, den die Schweiz im Elfmeterschiessen gewann, insgesamt 390 Minuten durch. Im Viertelfinal gegen Spanien, der nach Elfmeterschiessen verloren ging, sass er aber wegen einer Gelbsperre auf der Tribüne.
Am 1. September 2021, dem Tag eines Testspiels gegen Griechenland, wurde Xhaka nach Symptomen positiv auf das Coronavirus getestet. Er musste sich isolieren und fiel als Captain für das Spiel aus, als einziger Spieler der Mannschaft, der nicht geimpft oder genesen war. Bei den zwei folgenden WM-Qualifikationsspielen gegen Italien und Nordirland fehlte er ebenfalls, die Schweiz schaffte als Gruppensieger vor Italien die Qualifikation dennoch. Gemäss eigenen Aussagen im März 2022 liess er sich in der Zwischenzeit impfen. Bei der Fussball-Weltmeisterschaft 2022 stand er in den drei Spielen der Gruppenphase und im Achtelfinal, den die Schweiz gegen Portugal mit 1:6 verlor, 360 Minuten auf dem Platz.
Am 29. März 2022 machte Xhaka bei einem Freundschaftsspiel gegen Kosovo sein 100. Länderspiel. Am 15. Oktober 2023 stellte er mit seinem 118. Länderspiel den 32 Jahre alten Landesrekord von Heinz Hermann ein und wurde kurz darauf alleiniger Rekordhalter.
Bei der Europameisterschaft 2024 trat Xhaka, der inzwischen die Trainerausbildung begonnen hatte, wie in seinem Klub Bayer Leverkusen als Führungspersönlichkeit auf: In Absprache mit Nationaltrainer Murat Yakin führte er das Team auf und neben dem Platz. Er spielte die drei Gruppenspiele und den Achtelfinal mit dem Sieg gegen Italien durch. Im Viertelfinal gegen England trat er trotz eines Muskelfaserrisses an den Adduktoren an; allerdings musste er auf lange Pässe, Torschüsse und das entscheidende Penaltyschiessen verzichten. Wie andere Schweizer Medien stellte die NZZ fest, Xhaka sei wegen seiner persönlichen Entwicklung und seiner Leistungen in diesem Turnier «vielleicht der beste Schweizer Fussballer der Geschichte».

## Titel
Bayer 04 Leverkusen
- Deutscher Meister: 2024
- Deutscher Pokalsieger: 2024
- Deutscher Supercupsieger: 2024

FC Arsenal
- Englischer Pokalsieger: 2017, 2020
- Englischer Supercupsieger: 2017, 2020

FC Basel
- Schweizer Meister: 2011, 2012
- Schweizer Cupsieger: 2012

Nationalmannschaft
- U17-Weltmeister: 2009

## Auszeichnungen
- «Newcomer des Jahres» in der Super League: 2012
- Ehrenbotschafter des Kosovos: 2014[42]
- Wahl in die VDV 11: 2014/15, 2023/24, 2024/25
- Schweizer Fussballer des Jahres: 2017[43], 2022,[44] 2023, 2024

## Sanktionierungen und Kontroversen
In der Saison 2015/16 stellte Granit Xhaka frühzeitig den Bundesliga-Rekord für die meisten Platzverweise in einer Saison ein, er hält diesen gemeinsam mit vier anderen Spielern mit drei roten Karten.
Am 22. Juni 2018 erzielte Xhaka im Fussball-Weltmeisterschaftspiel Schweiz – Serbien den Ausgleich zum 1:1. Danach zeigte er als Antwort auf die Provokationen der serbischen Fans mit beiden Händen einen Doppeladler, das Symbol auf der albanischen Flagge. Die FIFA leitete deshalb eine Untersuchung ein. Im Ergebnis wurde der «Doppeladler-Jubel» als ein Akt der politischen Provokation und als unsportliche Geste eingeordnet. Sowohl Granit Xhaka als auch sein Teamkollege Xherdan Shaqiri, der sich als Schütze des Siegtores dem Jubel angeschlossen hatte, wurden mit einer Geldstrafe von jeweils 10'000 Franken belegt.
Am 2. Dezember 2022 kam es während des Fussball-Weltmeisterschaftspiels Serbien – Schweiz zu einer Auseinandersetzung zwischen Spielern beider Mannschaften. Granit Xhaka provozierte den Gegner mit einer obszönen Geste, einem Griff in den Schritt. Die FIFA leitete nach diesem Spiel eine Untersuchung gegen die serbische Mannschaft ein, nicht aber gegen Xhaka.
Bei der Fussball-Europameisterschaft 2024 stellten führende Schweizer Medien fest, dass Xhaka wirke, als habe er sich neu erfunden: «Da war nichts zu sehen vom früheren Granit Xhaka, der unbedachte Äusserungen von sich geben konnte, hinter harmlosen Fragen Fallen vermutete, auch einmal Journalisten einschüchterte, mit funkelnden Augen und aggressiver Attitüde.»

## Persönliches
Xhaka ist seit 2017 verheiratet und Vater von drei Töchtern.